# Jørgen Alexander Knudtzon
Jørgen Alexander Knudtzon (ur. 9 września 1854 w Trondheim, zm. 7 stycznia 1917 w Kristianii) – norweski teolog, językoznawca, asyrolog, profesor języków semickich na uniwersytecie w Kristianii (1907–1917).
Prowadził pogłębione badania tekstów klinowych odkrytych w Tell el-Amarna w Egipcie, które stanowiły archiwum listów, zawierające zbiór korespondencji dyplomatycznej Egiptu z sąsiednimi państwami. Owocem tych badań była dwutomowa praca Die El-Amarna-Tafeln mit Einleitung und Erläuterungen wydana w latach 1905–1915, w której Knudtzon zawarł transkrypcje i tłumaczenia tekstów klinowych. Wśród listów z Tell el-Amarna, Knudtzon jako pierwszy odkrył, że dwa z nich nie zostały spisane w języku semickim, i wykazał, że ów nieznany język to język indoeuropejski. Późniejsze badania potwierdziły jego odkrycie, a Bedřich Hrozný (1879–1952) potwierdził w 1917 roku, że listy zostały spisane w języku hetyckim.

## Życiorys
Jørgen Alexander Knudtzon urodził się 9 września 1854 roku w Trondheim . Był synem konsula Hansa Nicolay’a Knudtzona (1814–1889) i jego żony Cathariny z domu Trampe (1831–1879) .
Po ukończeniu szkoły średniej w rodzinnej miejscowości w 1872 roku rozpoczął studia na uniwersytecie w Kristianii . W latach 1880–1882 kształcił się w szkole katedralnej w Trondheim  – w 1883 roku złożył egzamin praktyczny z teologii. Następnie powrócił na uniwersytet w Kristianii, by zgłębiać języki semickie, w tym język hebrajski, arabski i akadyjski .
Na uczelni rozpoczął pracę naukową połączoną z nauczaniem języka hebrajskiego . W 1882 roku przedstawił swój pierwszy artykuł Textkritische Bemerkungen zu Lay 17,18 . W 1884 roku wysłał wydawcom uwagi do 23. wydania gramatyki języka hebrajskiego Hebräische Grammatik autorstwa niemieckiego hebraisty Wilhelma Geseniusa (1786–1842) oraz do nowego wydania gramatyki języka arabskiego Arabische Grammatik norweskiego orientalisty Carla Paula Caspariego (1814–1892). Caspari zachęcał Knudtzona do dalszych studiów, upatrując w nim swojego następcę na stanowisku dziekana filologii semickiej.
W 1885 roku otrzymał stypendium naukowe i udał się na studia z zakresu teologii i asyrologii w Niemczech. W 1887 roku powrócił na uniwersytet w Kristianii i kontynuował nauczanie języka hebrajskiego . W 1889 roku objął stanowisko adiunkta, które łączyło się z obowiązkiem prowadzenia wykładów z zakresu teologii . Jednak prowadzone przez niego zajęcia dla studentów w 1890 roku o Księdze Malachiasza nie zdobyły uznania specjalistów.
W 1889 roku Knudtzon uzyskał stopień doktora nauk filozoficznych na podstawie pracy Det saakaldte Perfektum og Imperfektum i Hebraisk (tłum. „Tak zwane perfectum i imperfekt w języku hebrajskim”), która została uznana za pionierską w badaniach nad językami semickimi . Wówczas Knudtzon zarzucił teologię, by w pełni poświęcić się asyrologii . Po śmierci Caspariego w 1892 roku, stanowisko dziekana filologii semickiej nie zostało obsadzone, a Knudtzon kontynuował działalność naukową polegając na stypendiach i finansowaniu ze źródeł prywatnych. W 1891 roku poślubił Erikę Johannę Bugge (1870–1902) .
W latach 1891–1893 studiował asyriologię na uniwersytetach w Londynie, Paryżu, Lipsku i Berlinie . Z tego okresu pochodzą m.in. prace Zur assyrischen und allgemeinsemitische Grammatik i Assyrische Gebete an den Sonnengott für Staat und königliches Haus aus der Zeit Asarhaddons und Asurbanipals .
W 1894 parlament norweski przyznał mu stypendium państwowe na kontynuację studiów z zakresu asyrologii i podróże do miejsc, do których trafiły tabliczki odkryte w Tell el-Amarna. Stypendium łączyło się z obowiązkiem prowadzenia wykładów. Stypendium było corocznie odnawiane do 1907 roku, kiedy to Knudtzon uzyskał nominację na profesora nadzwyczajnego .
W 1894 roku Knudtzon został członkiem norweskiego towarzystwa naukowego.

### Badania nad tekstami z Tell el-Amarna

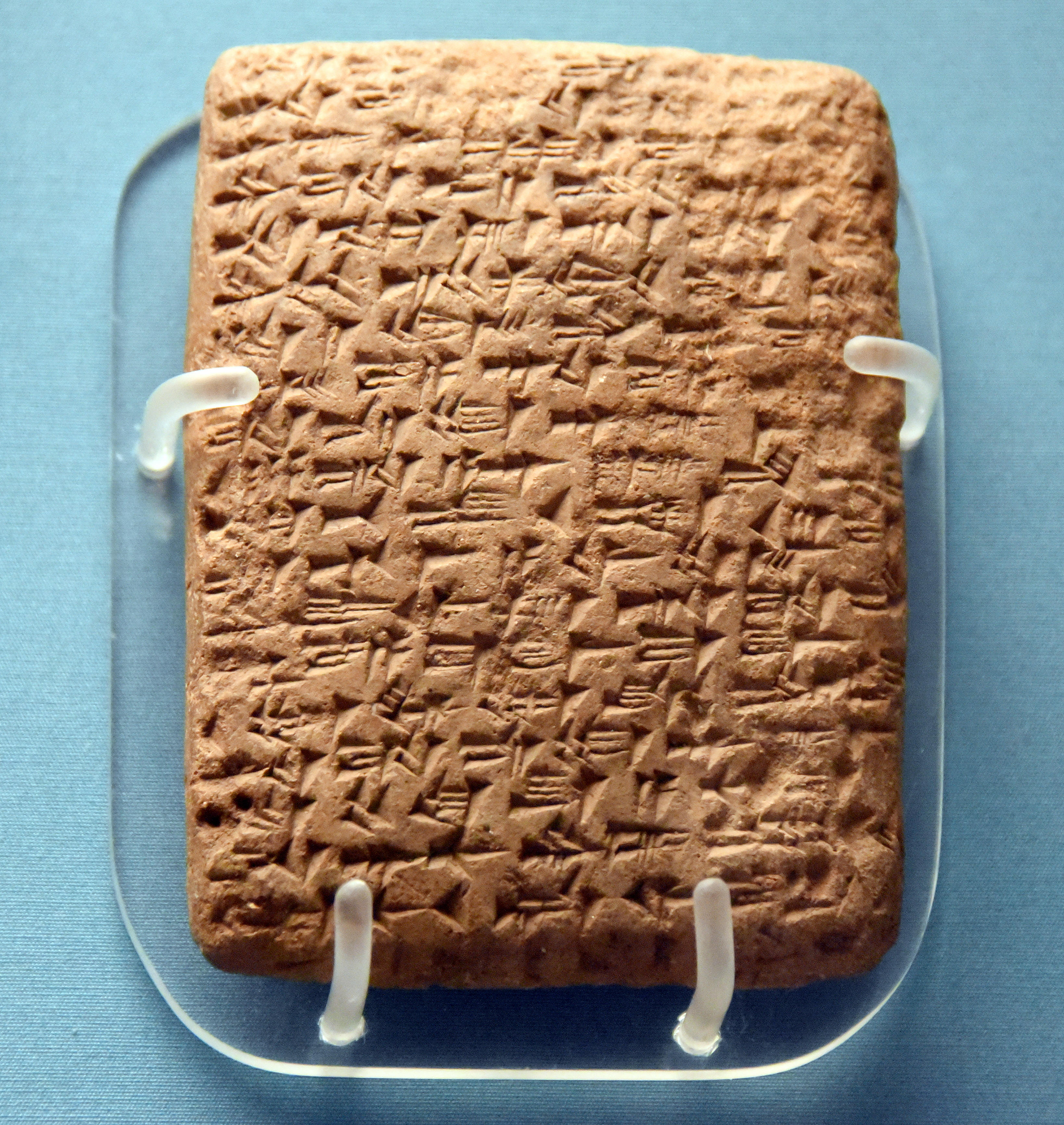
Jedna z tabliczek z tekstem klinowym (EA 299) odkrytych w Tell el-Amarna, Muzeum Brytyjskie

W okresie 1895–1897 Knudtzon prowadził pogłębione badania tabliczek zapisanych pismem klinowym odkrytych w Tell el-Amarna w Egipcie, które stanowiły archiwum listów, zawierające zbiór korespondencji dyplomatycznej Egiptu z sąsiednimi państwami . Owocem tych badań była dwutomowa praca Die El-Amarna-Tafeln mit Einleitung und Erläuterungen wydana w latach 1905–1915, w której Knudtzon zawarł transkrypcje i tłumaczenia tekstów klinowych . Knudtzon opracował wszystkie znane wówczas tabliczki z Tell el-Amarna poza tymi zakupionymi przez C. Murcha i M. Chassinata, które znalazły się w Stanach Zjednoczonych. Dla badanych tabliczek wprowadził system numeracji – do numeru 358 – który nadal pozostaje standardem. Numeracja ta była kontynuowana przez Ansona Rainey’a (1930–2011) dla kolejnych 21 tabliczek, których teksty opublikował w 1970 roku (EA 359–379). Dzieło Knudtzona do dziś uznawane jest za jedno z najwybitniejszych osiągnięć w dziedzinie asyriologii . Zostało wydane ponownie w 1964 roku.
Wśród listów z Tell el-Amarna, Knudtzon jako pierwszy odkrył, że dwa z nich nie zostały spisane w języku semickim – EA 31 i EA 32. Przy wsparciu norweskich językoznawców Sophusa Bugge (1833–1907) i Alfa Torpa (1853–1916), uznał, że listy te zostały spisane językiem indoeuropejskim . Listy i wyniki swoich badań opublikował w pracy Die zwei Arzawa Briefe: Die ältesten Urkunden in Indogermanischer Sprache w 1902 roku . Jego tezy nie zyskały szerszego poparcia w środowisku badaczy. Dopiero późniejsze badania potwierdziły jego twierdzenia, a Bedřich Hrozný (1879–1952) potwierdził w 1917 roku, że listy zostały spisane w języku hetyckim.
Knudtzon zmarł po długiej chorobie 7 stycznia 1917 roku w Kristianii.

## Publikacje
Lista podana za Store norske leksikon :
- 1882 – Textkritische Bemerkungen zu Lay 17,18
- 1889 – Om det saakaldte Perfektum og Imperfektum i Hebraisk
- 1891 – Bemerkungen zu dem Aufsatze Jastrow’s A cylinder of Marduktabikzirim
- 1891 – Zur assyrischen und allgemeinsemitischen Grammatik
- 1893 – Assyrische Gebete an den Sonnengott für Staat und königliches Haus aus der Zeit Asarhaddons und Asurbanipals
- 1902 – Die zwei Arzawa-Briefe. Die ältesten Urkunden in indogermanischer Sprache
- 1905 – Hvem er Sesostris
- 1905–1915 – Die El-Amarna-Tafeln mit Einleitung und Erläuterungen